# Strasserisme
Le strasserisme (de l'allemand Strasserismus) est une tendance révolutionnaire du national-socialisme présentée comme plus à gauche que la ligne officielle du Parti nazi car se basant sur l'action de masse et tirant son hostilité à l'égard des Juifs d'une forme d'anticapitalisme et d'ultranationalisme étatique. Il tire son nom de Gregor et Otto Strasser, les deux frères initialement associés à cette position.
Otto Strasser fut expulsé du Parti nazi en 1930, pour ses divergences avec Adolf Hitler sur la ligne politique du Parti. Il fonda alors le Front noir, qui se réclamait du véritable national-socialisme, mais fut forcé de s'exiler en Tchécoslovaquie. Son frère Gregor fut exécuté en Allemagne, pendant la Nuit des Longs Couteaux, le 30 juin 1934.
Le strasserisme demeure, à ce jour, une tendance active au sein de la mouvance néo-nazie.

## L'idéologie

Drapeau du Front noir.

Bien que les frères Strasser aient été impliqués dans la création du programme du Parti national-socialiste, ils ont appelé le parti à « briser les chaînes de la finance ». Cette opposition au « capitalisme financier juif », par opposition au « capitalisme productif », fut initialement partagée par Adolf Hitler lui-même, qui devait cette vision à Gottfried Feder.
Dans le Nationalsozialistische Briefe, publié en 1925, Otto Strasser exposait sa théorie anticapitaliste, basée sur l'antisémitisme et le populisme. L'écrit décrivait une notion de lutte des classes ; en outre, son auteur y prônait une redistribution des richesses, ainsi qu'un rapprochement avec l'Union soviétique. Les relations avec Hitler ont cependant commencé à se tendre, lorsque Otto Strasser publia, en 1930, le Ministersessel oder Revolution, où il dénonçait la trahison de l'aspect socialiste du Nazisme, ainsi que la critique de la notion de Führerprinzip. Alors que Gregor Strasser fait écho à plusieurs appels de son frère, son influence sur l'idéologie fut moindre que celle d'Otto, du fait que celui-ci est resté membre du NSDAP hitlérien jusqu'en 1933.
De son côté, Otto Strasser fit du strasserisme une tendance distincte de la ligne officielle du Parti, défendant une économie planifiée. Cette tendance restait fidèle à certains idéaux nazis, notamment à l'ultranationalisme et à l'antisémitisme, en y adjoignant cependant un fort sentiment anticapitaliste, et une approche économique proche idéologiquement du socialisme.

## Influence
Des groupes de troisième position et d'extrême droite, tels que le GUD ou le Renouveau français en France, ont souvent adopté des positions strasseristes ou y étant assimilables (sans nécessairement s'en revendiquer), pour marquer leur opposition au capitalisme. En Allemagne, les Autonome Nationalisten et le parti d'extrême droite Der III. Weg se réclament strasseristes.

## Sources et références

### Sources
- (en) Cet article est partiellement ou en totalité issu de l’article de Wikipédia en anglais intitulé « Strasserism » (voir la liste des auteurs).